# خومة العليا (خومة)
خومة العلیا (بالفارسية: خمه علیا) هي قرية تقع في إيران في قسم خومة الریفي. يقدر عدد سكانها بـ 646 نسمة بحسب إحصاء 2016.